# Giordano (vescovo di Savona)
Giordano (fl. XI secolo) fu vescovo di Savona nel 1080.
Non si hanno ulteriori notizie riguardo alla sua attività nella diocesi e non si conosce la data di morte. Il suo successore fu probabilmente (ma non è certo) il vescovo Grossolano consacrato nel 1098.